# Johann Bernhard Fischer von Erlach

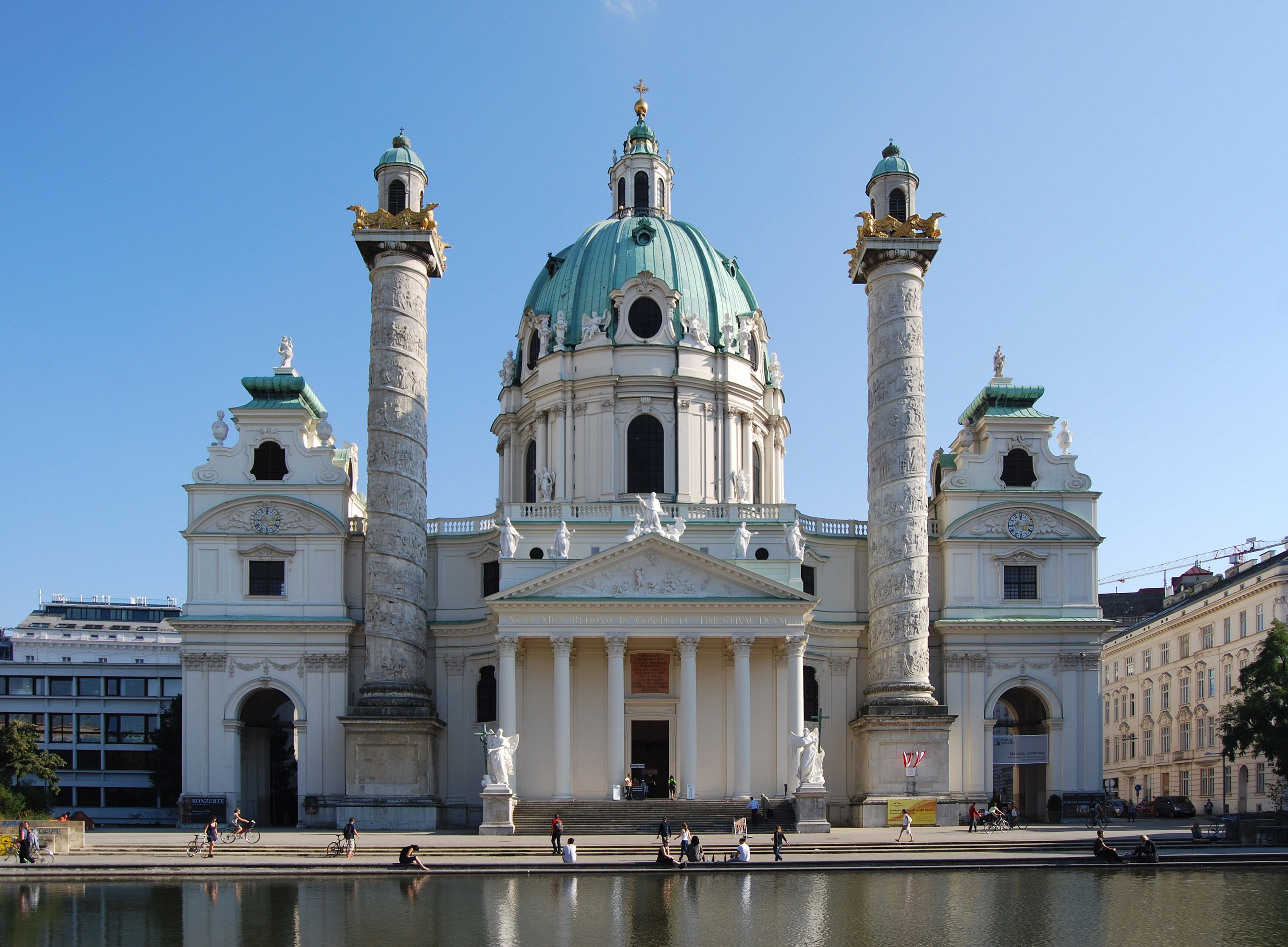
Karlskirche, Wien

Johann Bernhard Fischer von Erlach, född 20 juli 1656 i Graz, Österrike, död 5 april 1723 i Wien, var en österrikisk arkitekt under barockepoken.
Han utbildade sig i Rom, där han anslöt sig till Francesco Borrominis riktning. De flesta av hans byggnader har genom storartade proportioner och kraftig totaleffekt ett betydande konstvärde, däribland lustslottet Schönbrunn, universitetskyrkan i Salzburg och Clam-Gallaspalatset i Prag samt Karlskirche, hans arkitektoniska mästerverk (påbörjad 1715), hovbibliotekssalen och en mängd palats (prins Eugens m.fl.) i Wien, vilken stad först genom hans verk fick sin monumentala prägel.
Han var verksam även som kopparstickare och skriftställare. Många av hans planritningar utfördes av sonen och lärjungen Joseph Emanuel Fischer von Erlach (1695-1742).